# Antiguo cementerio de Gouda
El Antiguo Cementerio de Gouda (Oude Begraafplaats Gouda, primer Cementerio General de Gouda) es un cementerio fundado en 1832, ubicado en la intersección de las calles Vorstmanstraat, Prins Hendrikstraat y Kerkhoflaan, en la ciudad neerlandesa de Gouda. En el terreno del cementerio se encuentra una aula ceremonial (monumento nacional n.º 333054), mientras que el cementerio en sí está catalogado como monumento municipal (n.º 0513/594).
Hubo varios años de disputa en torno a la apertura de este cementerio, pero tras el brote de una epidemia de cólera en 1832, finalmente fue puesto en funcionamiento.

## Tumbas
En este lugar están enterrados el entonces alcalde (1817-1824 y 1831-1842) Adrianus van Bergen, Malva Marina Reyes (única hija de Pablo Neruda y Maria Antonia Hagenaar), Anna Barbara van Meerten-Schilperoort y el futbolista Rocus Biesheuvel.

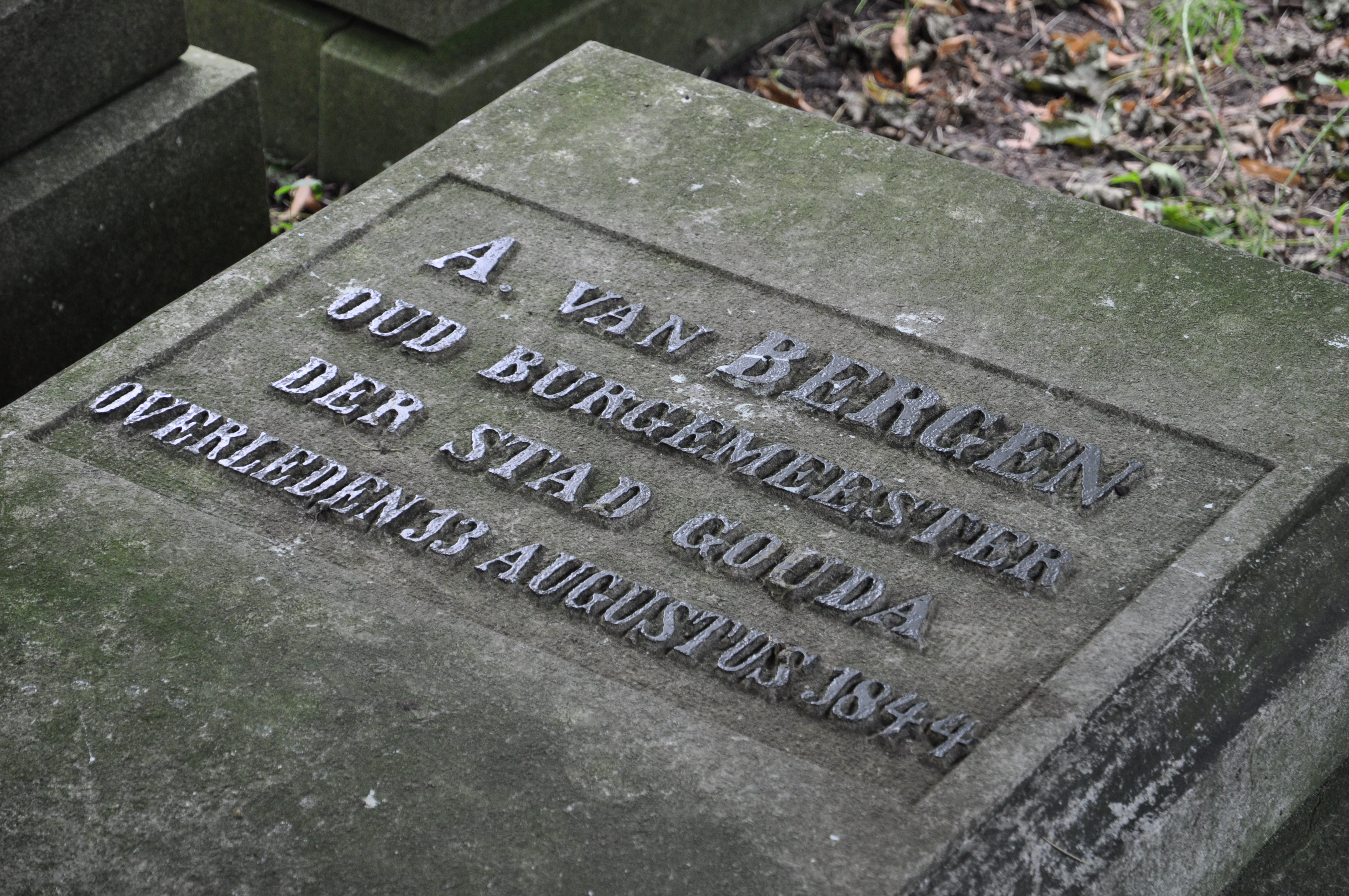
Adrianus van Bergen
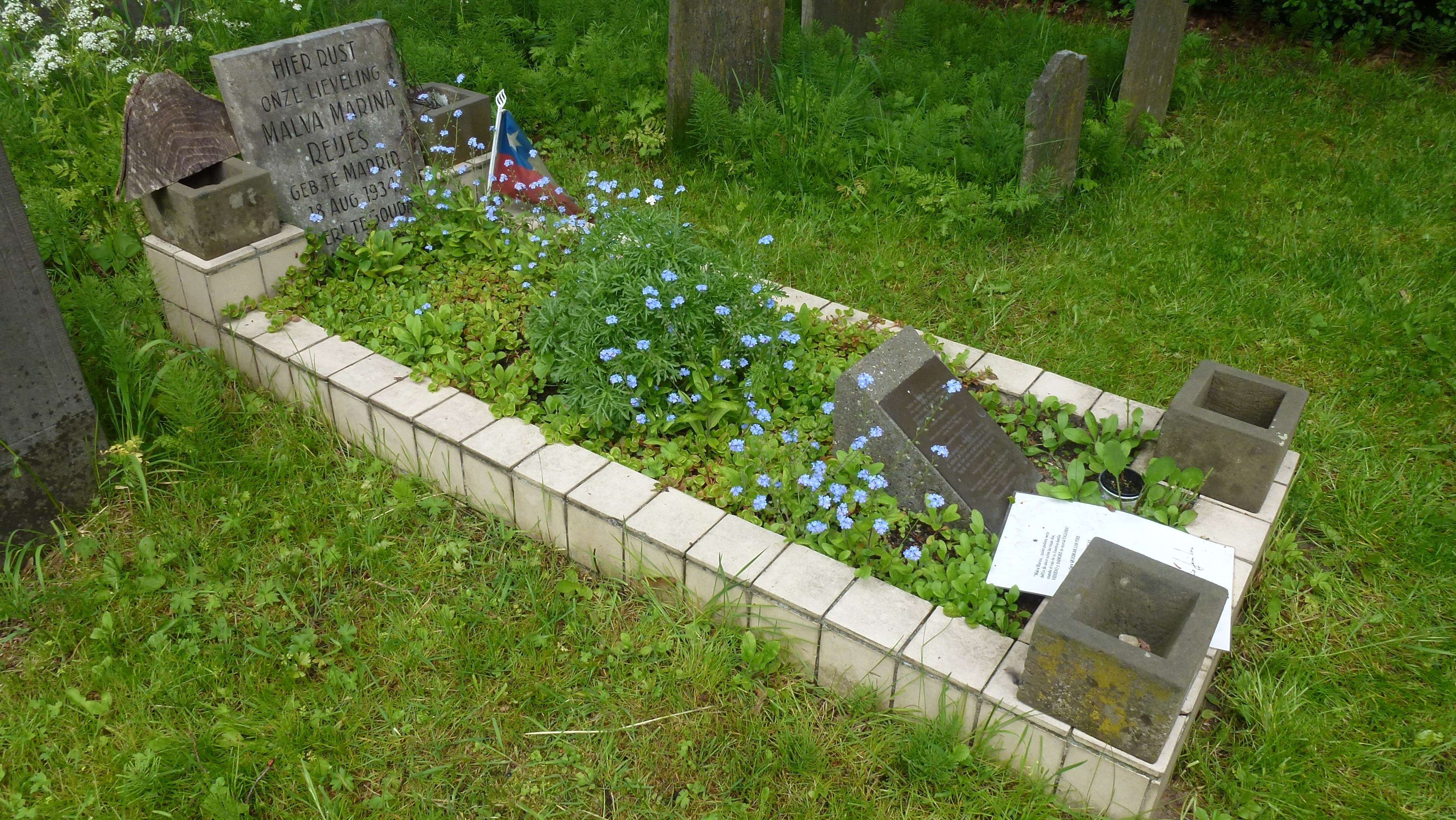
Malva Marina Reyes
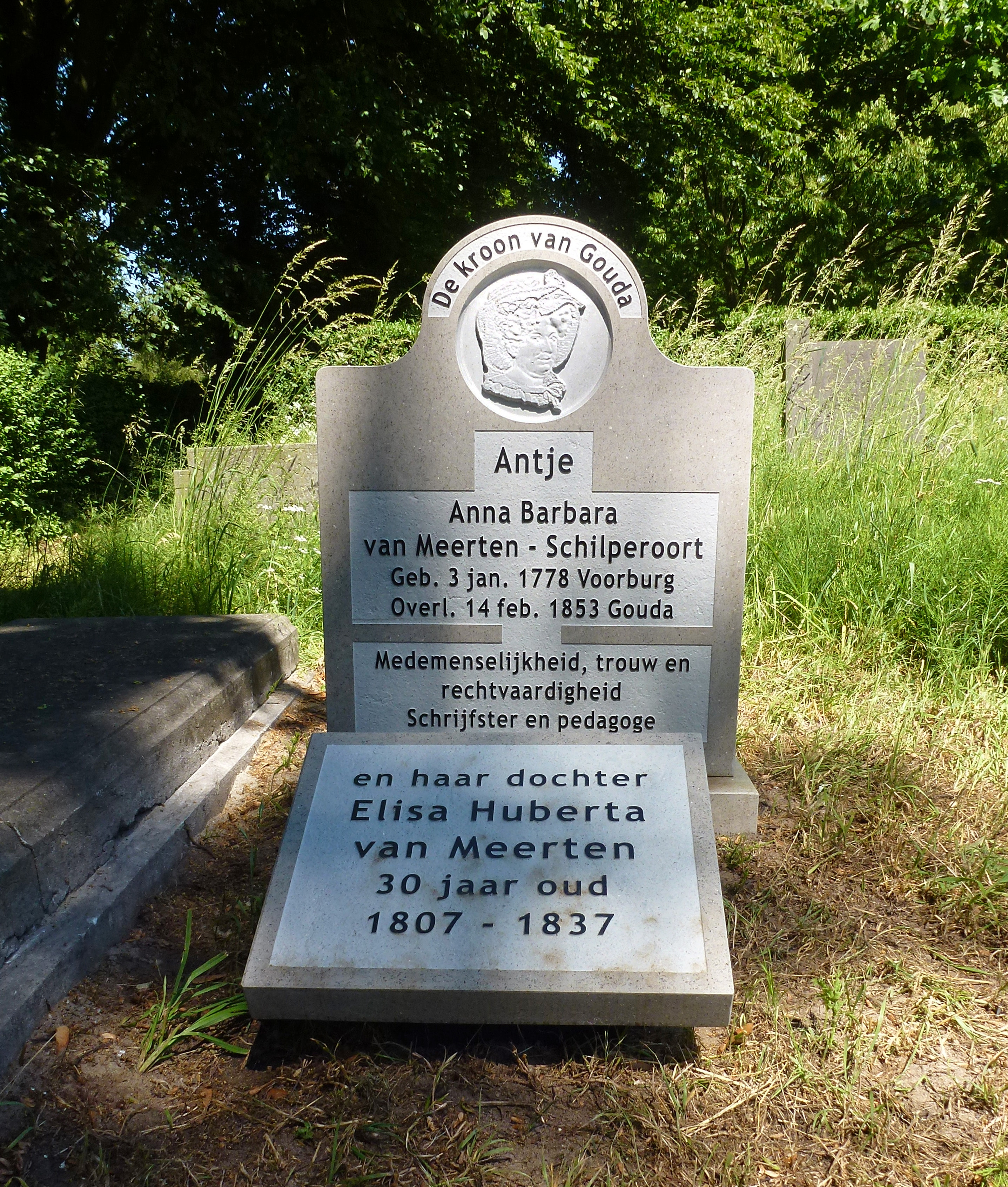
Anna Barbara van Meerten-Schilperoort
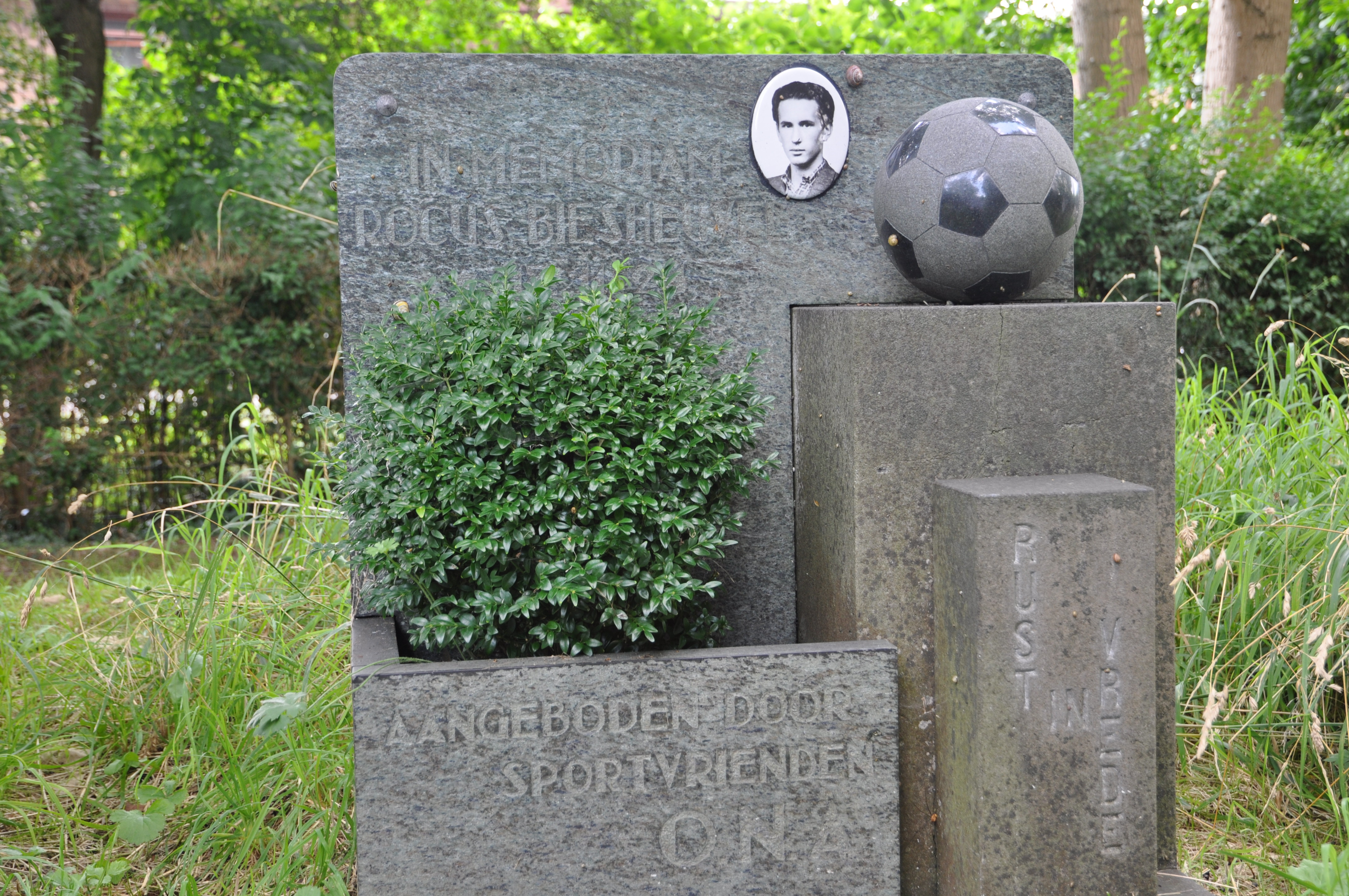
Rocus Biesheuvel

### Tumbas de guerra
En el cementerio se encuentran 43 tumbas de guerra, de las cuales 40 corresponden a víctimas de la guerra y 3 a fallecidos en contexto bélico.
- Willem van Mastrigt, (víctima de guerra), nacido el 26 de abril de 1924 en Gouda, fallecido el 12 de julio de 1944 en Berlín-Köpenick, distrito urbano de Berlín.
- Adriaan de Rijke, (víctima de guerra), nacido el 6 de mayo de 1921 en La Haya, fallecido el 6 de junio de 1944 en las dunas de Overveen.
- Benjamin Aart Lens, (víctima de guerra), nacido el 30 de octubre de 1904 en Gouda, fallecido el 18 de julio de 1943 en Potsdam, distrito urbano de Potsdam.

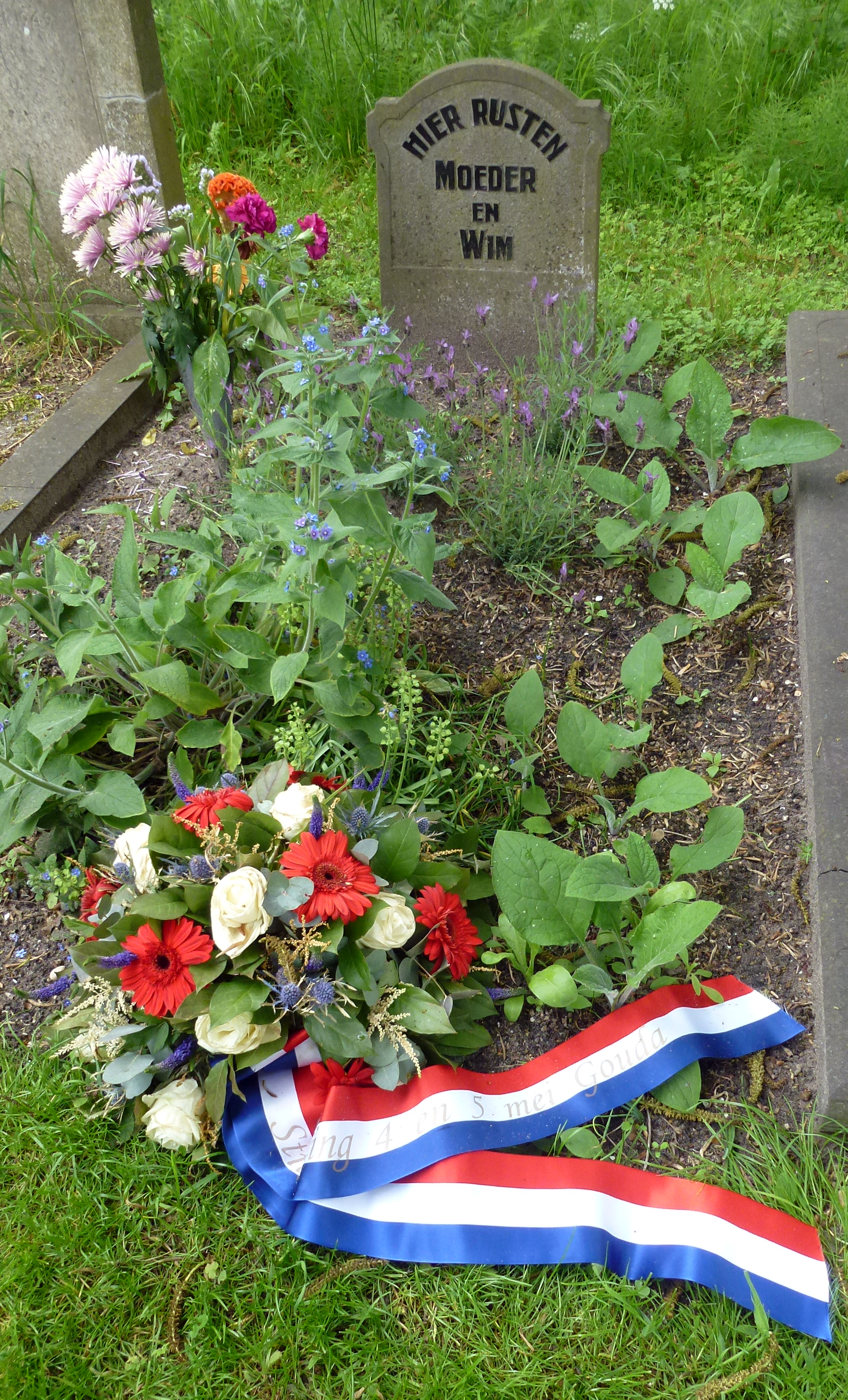
W. van Mastrigt
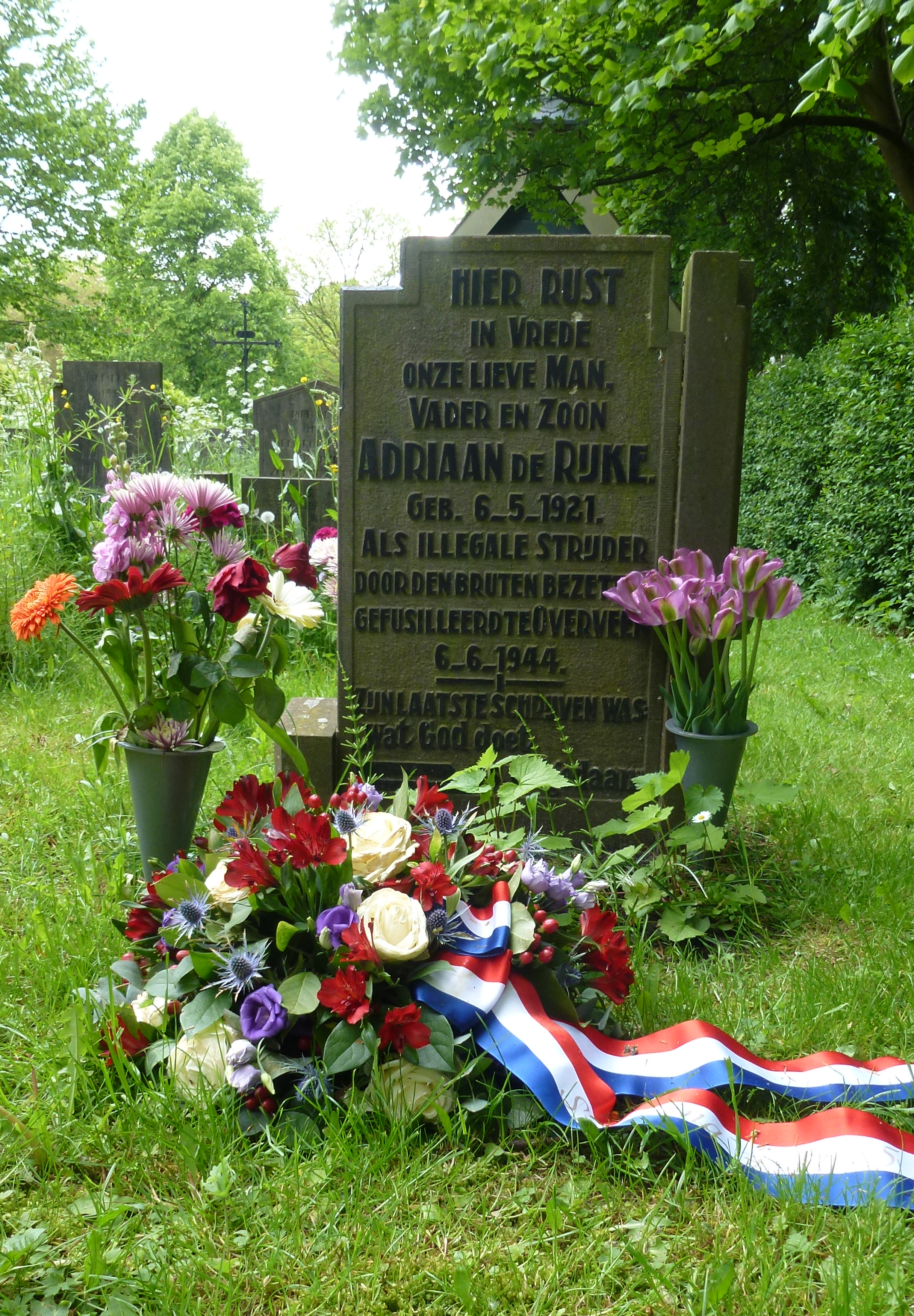
A. de Rijke
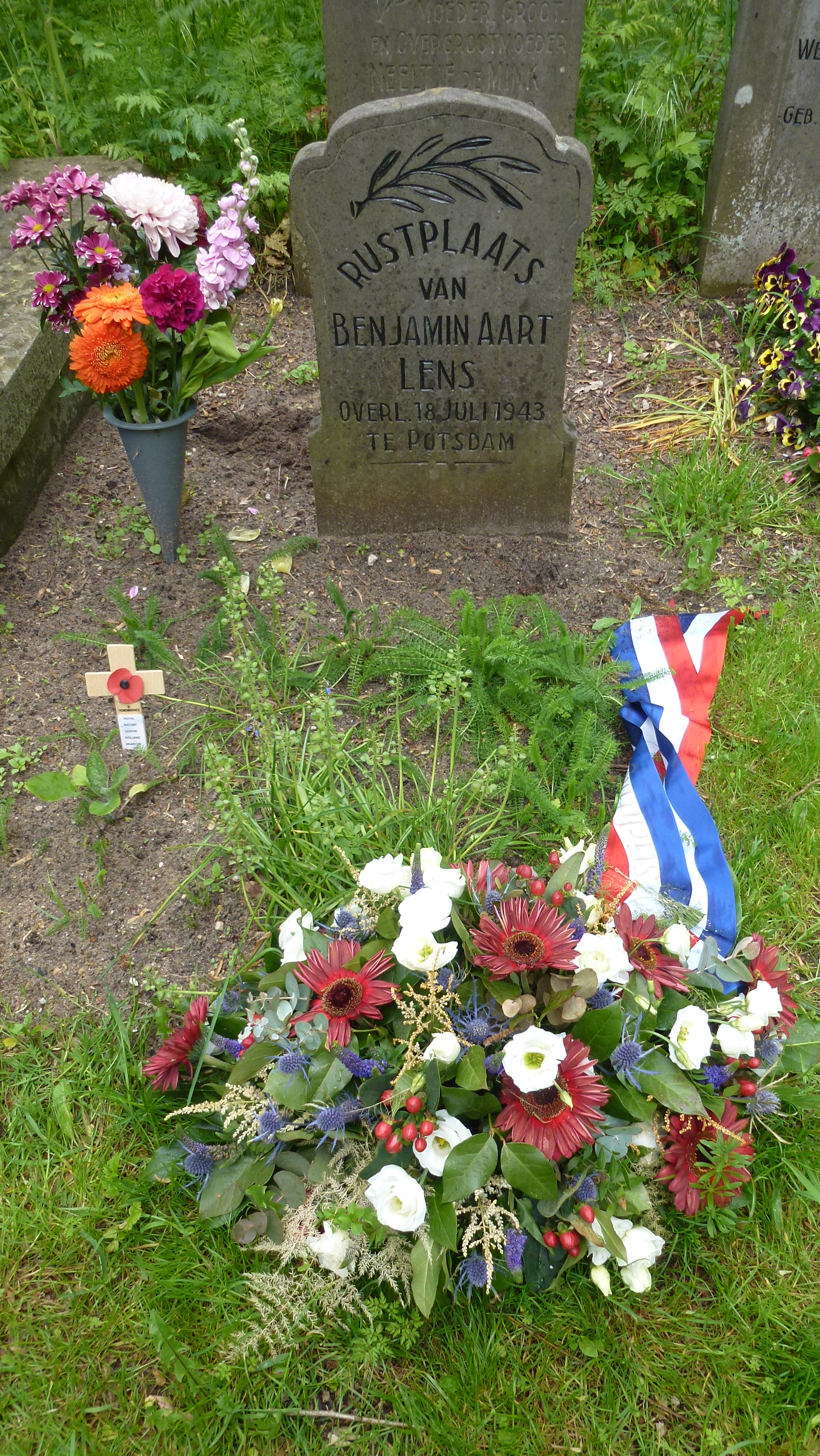
B.A. Lens

## Imágenes

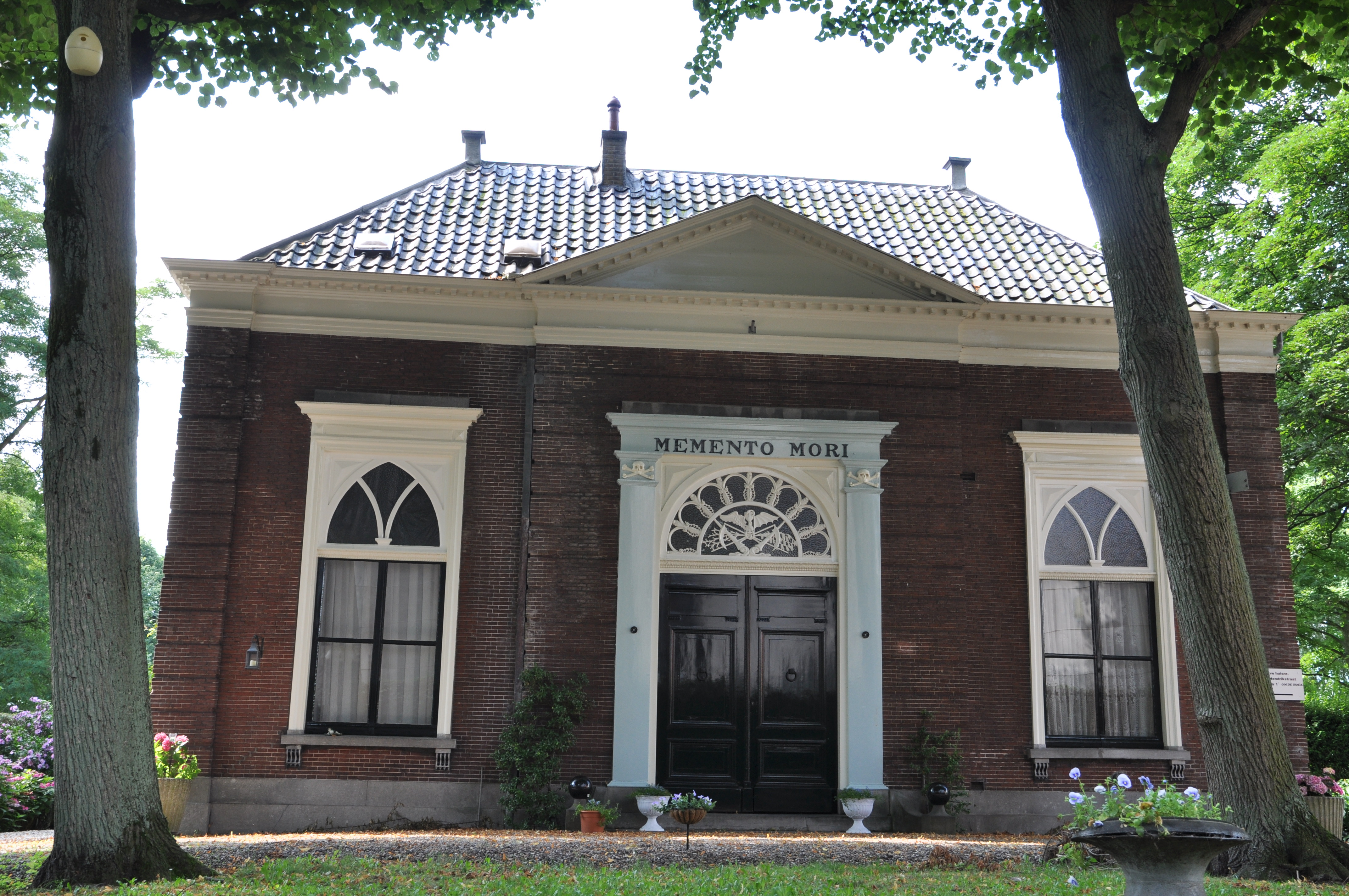
Antiguo auditorio a la entrada del cementerio.
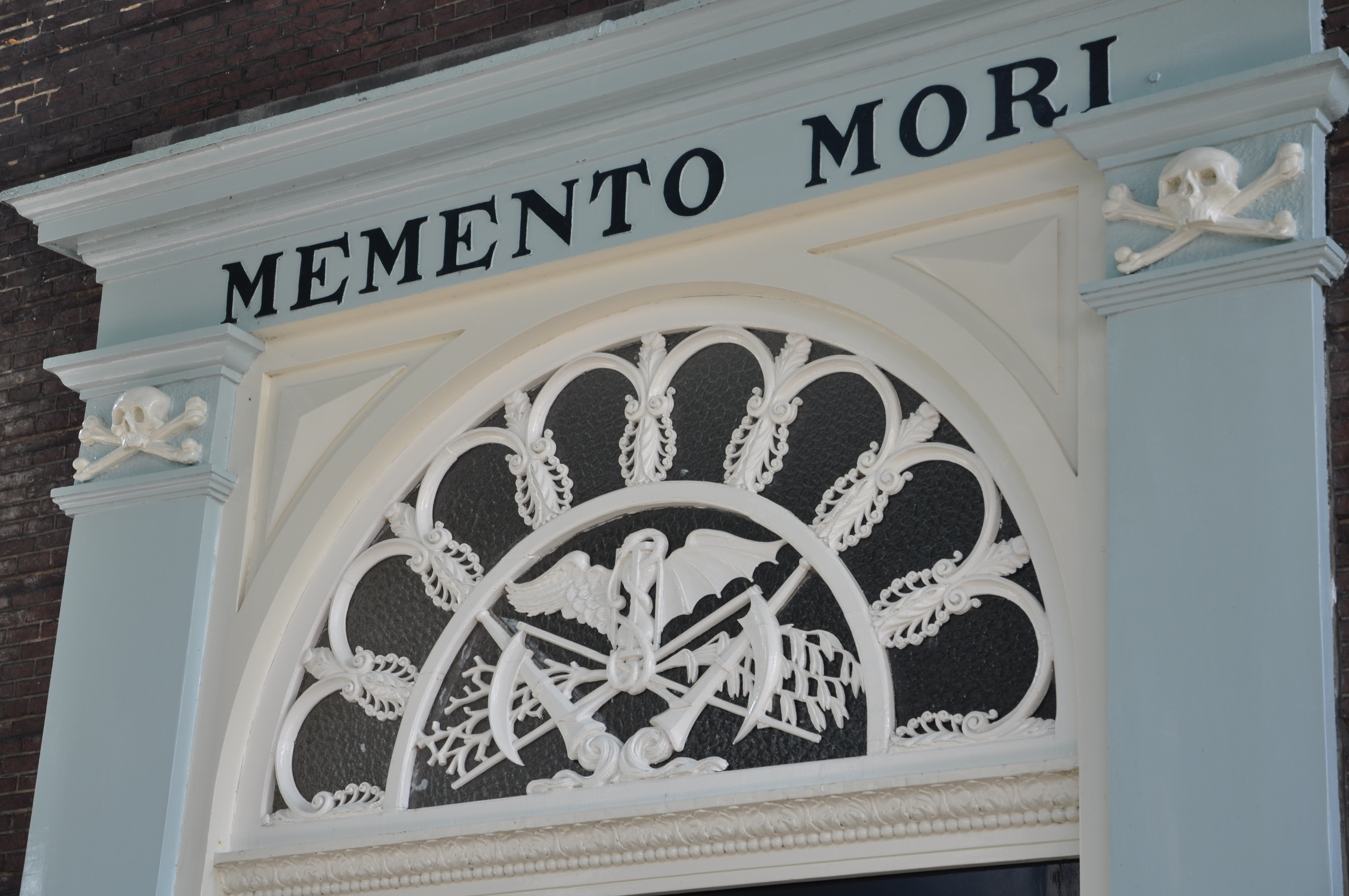
Arte funerario sobre la puerta del salón.
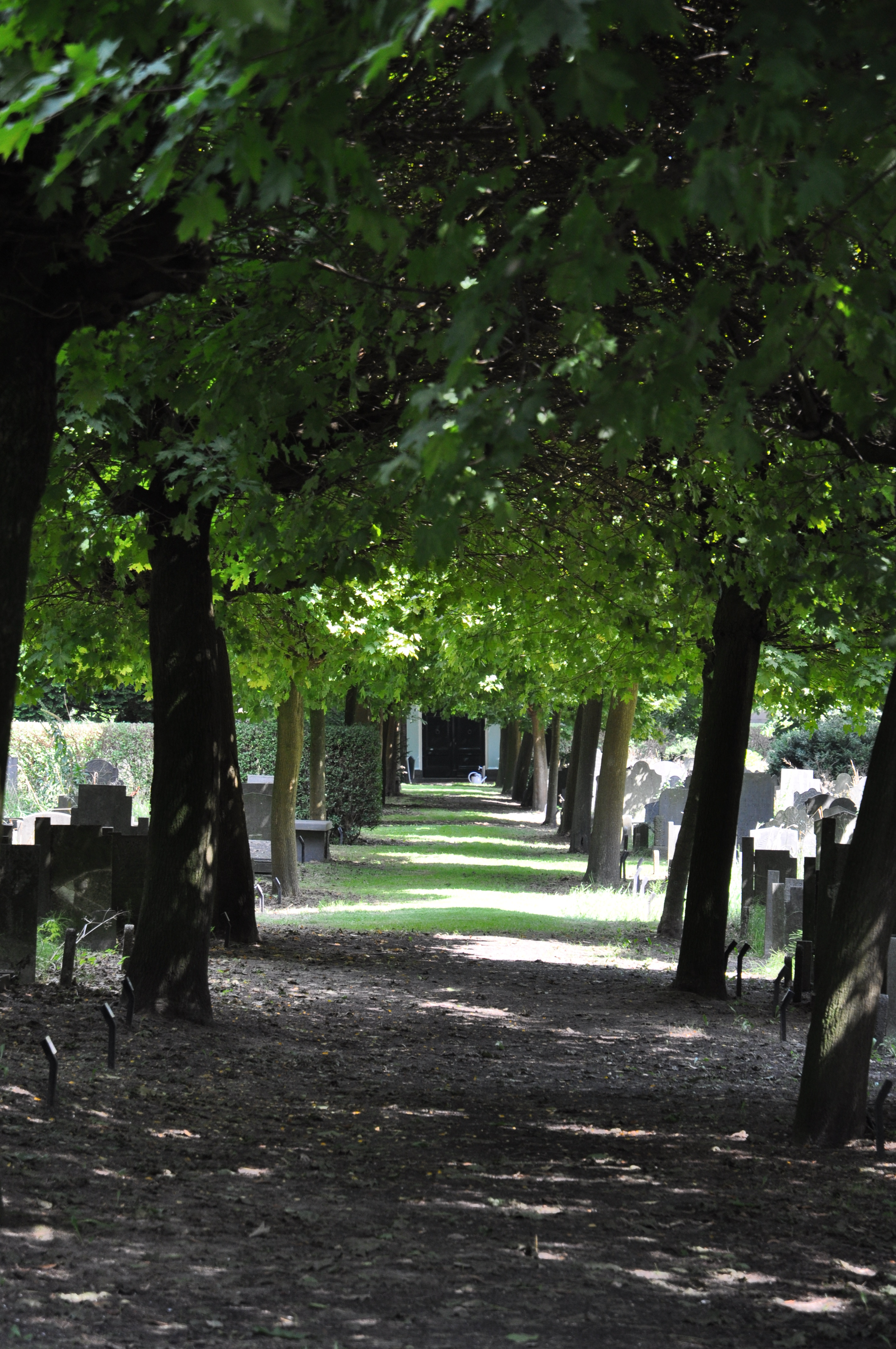
Camino principal
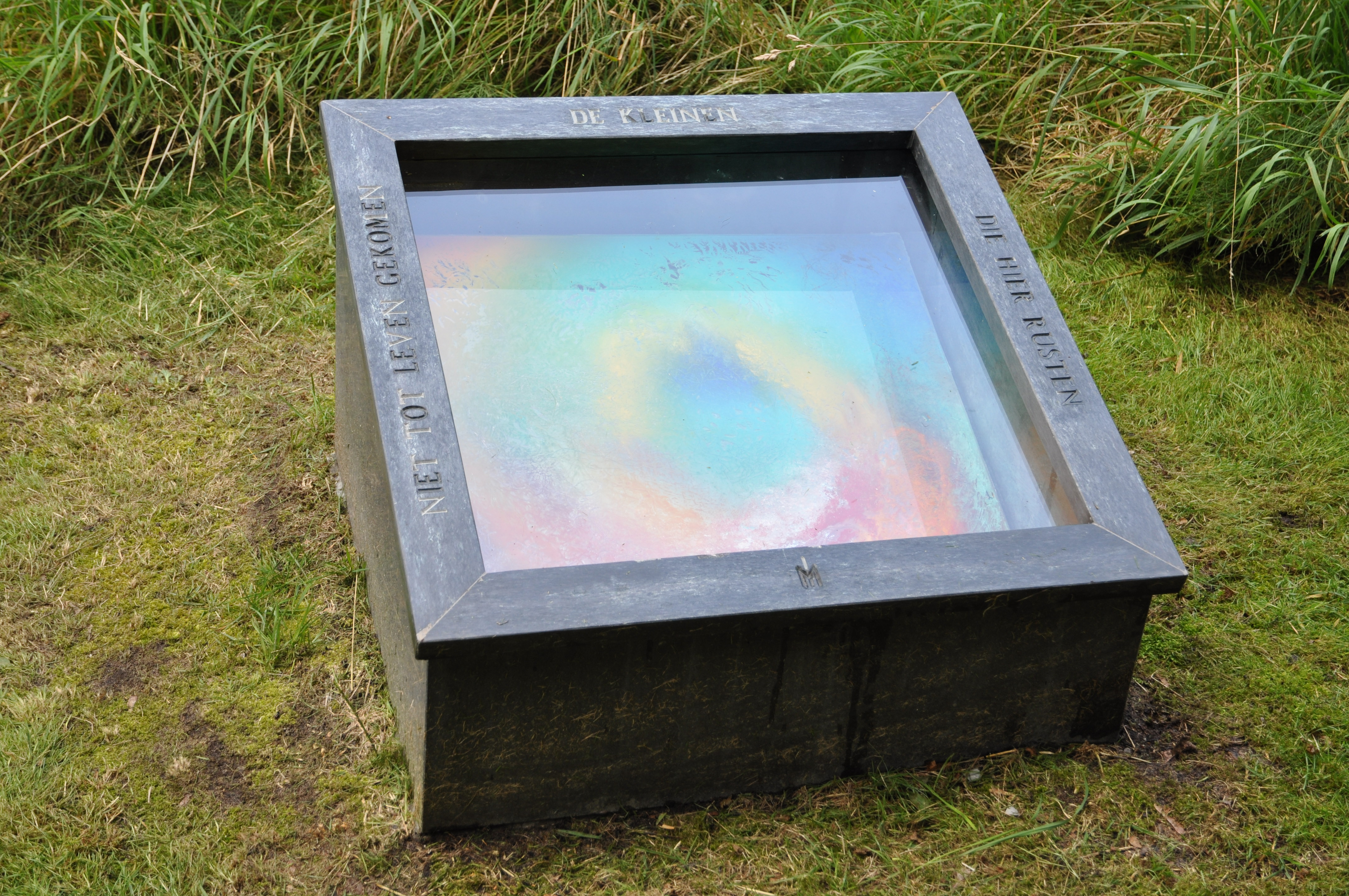
Monumento a los nonatos
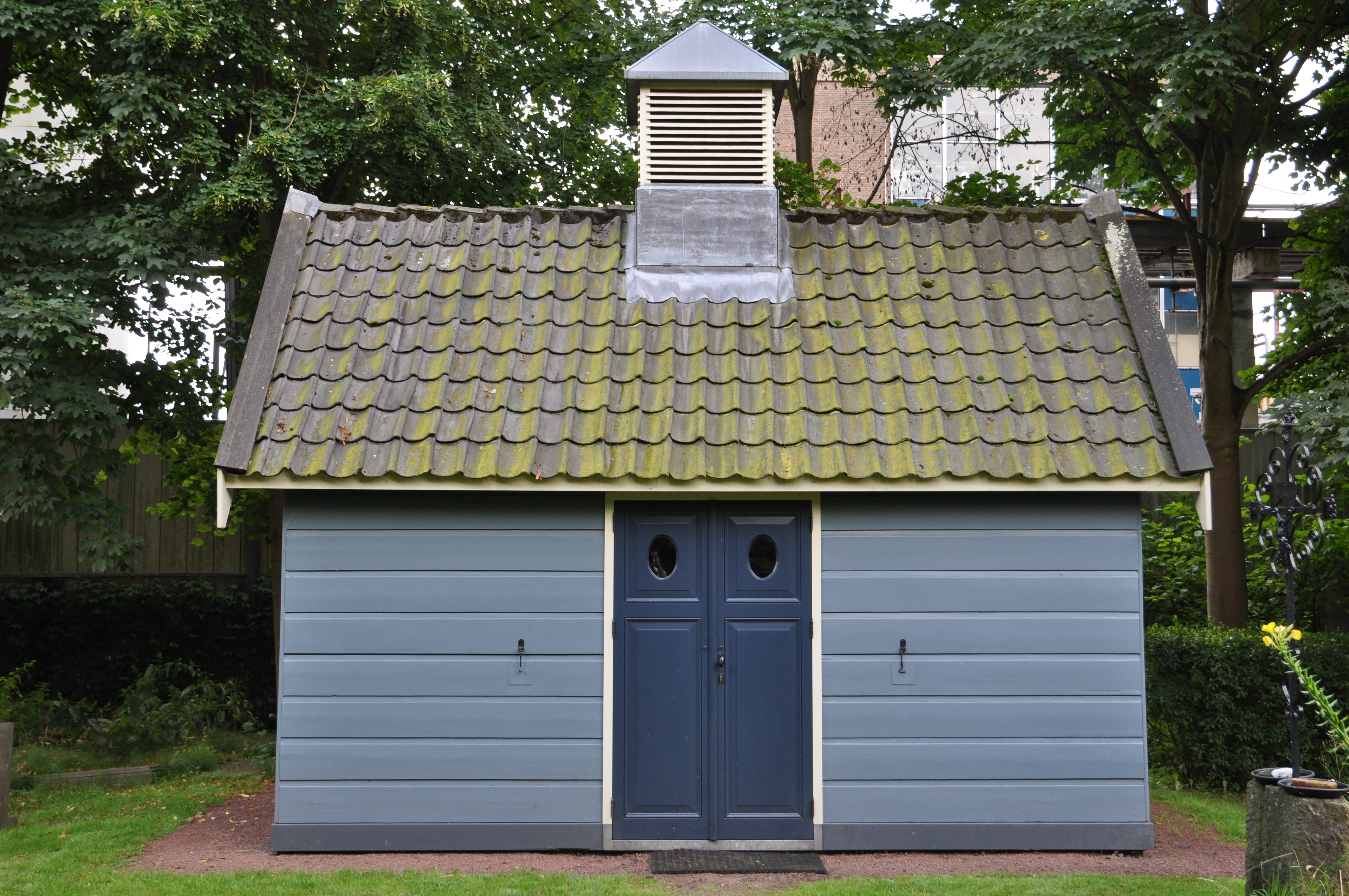
Caseta para féretros o Baarhuisje
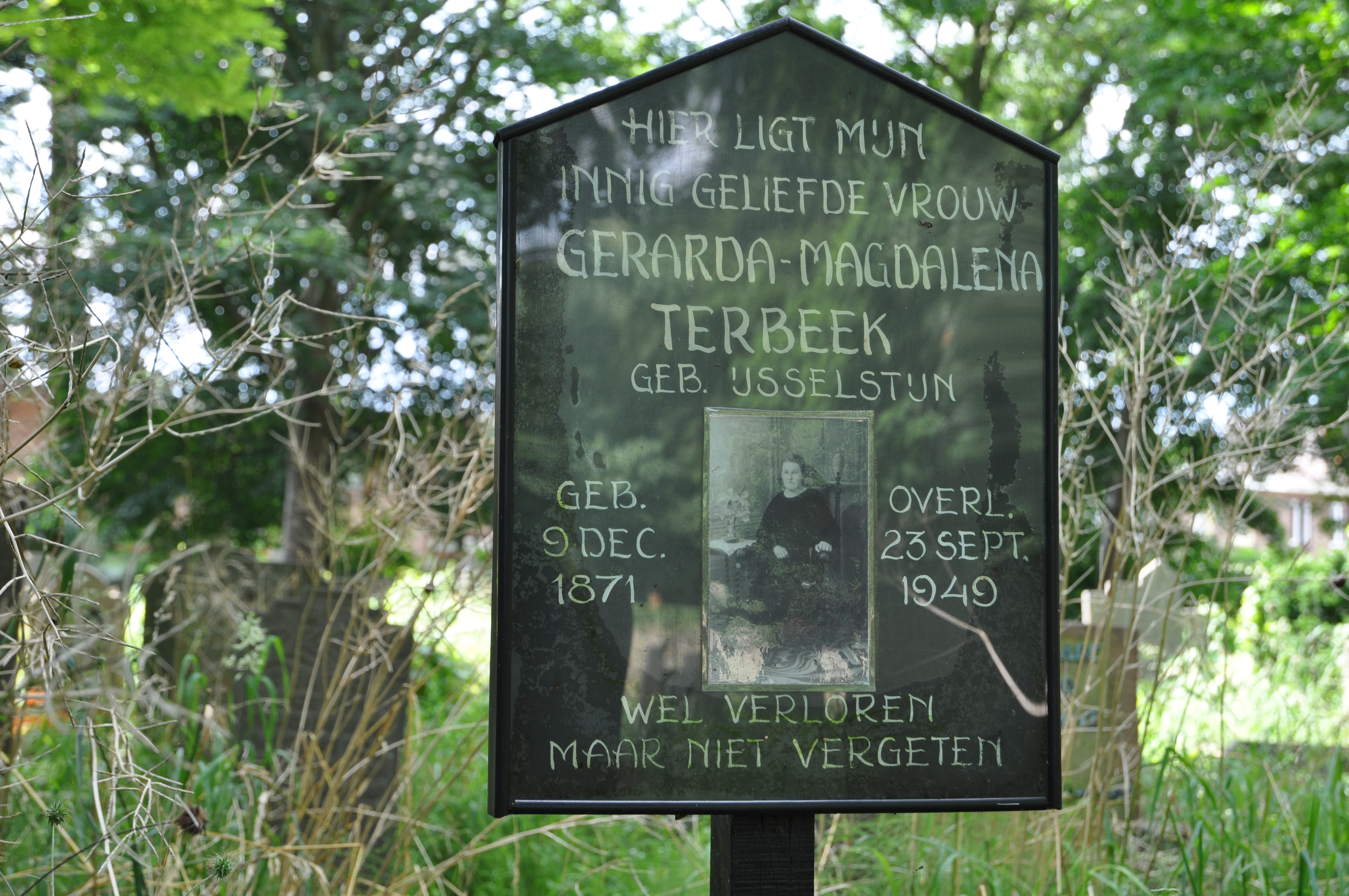
Lápida inusual de Gerarda-Magdalena Terbeek
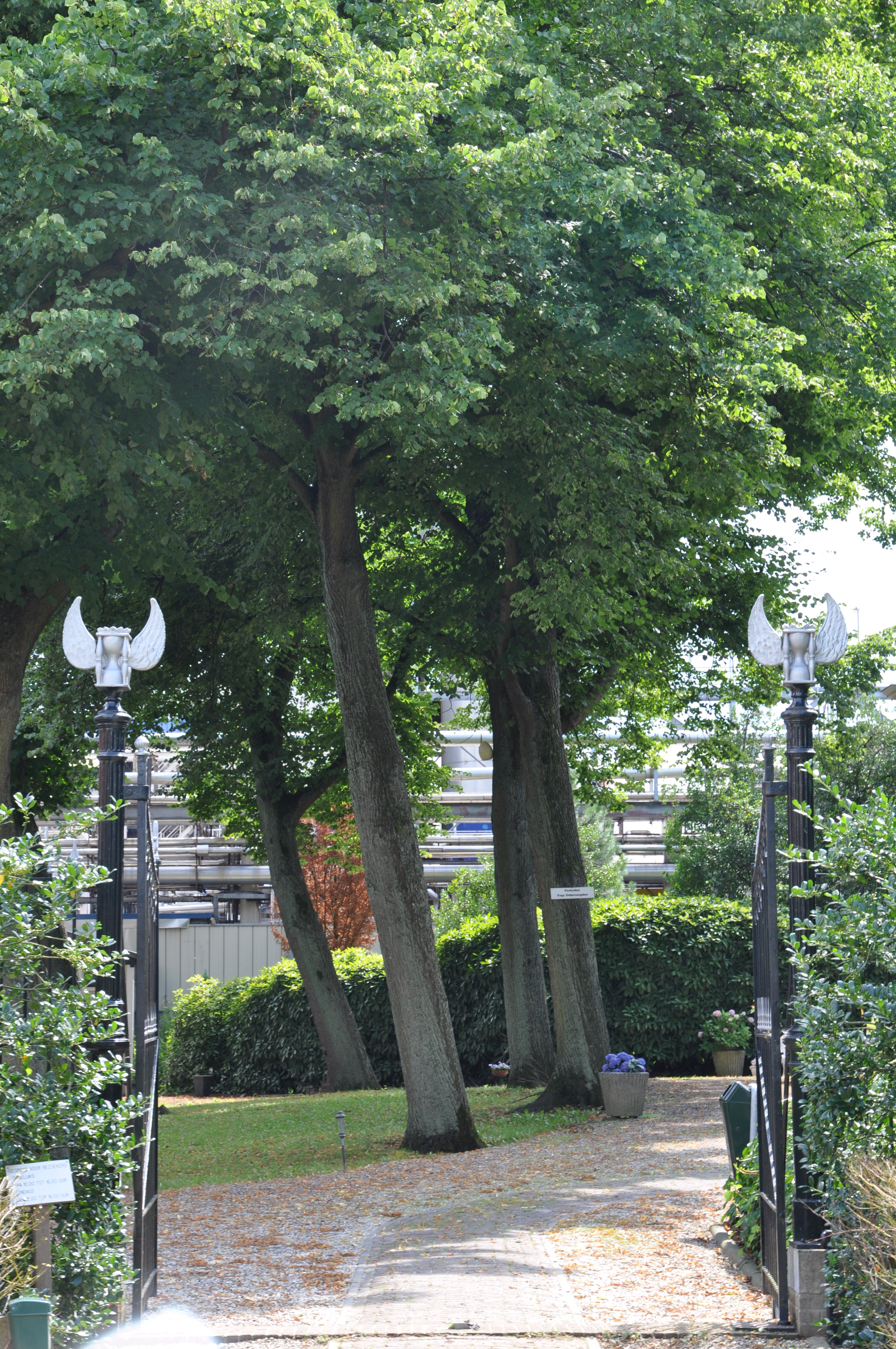
Portal con ornamentos alados
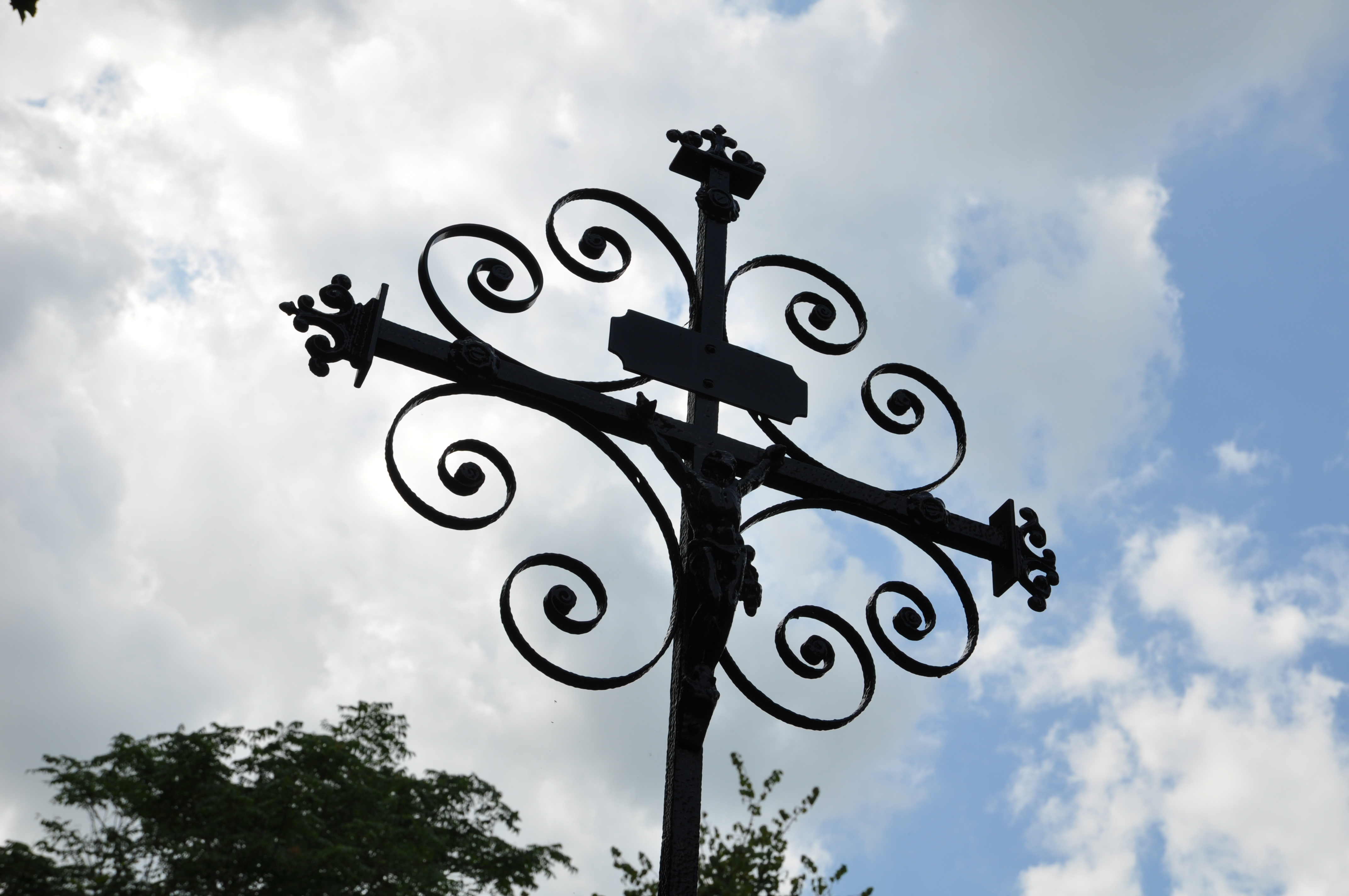
Cruz de hierro forjado
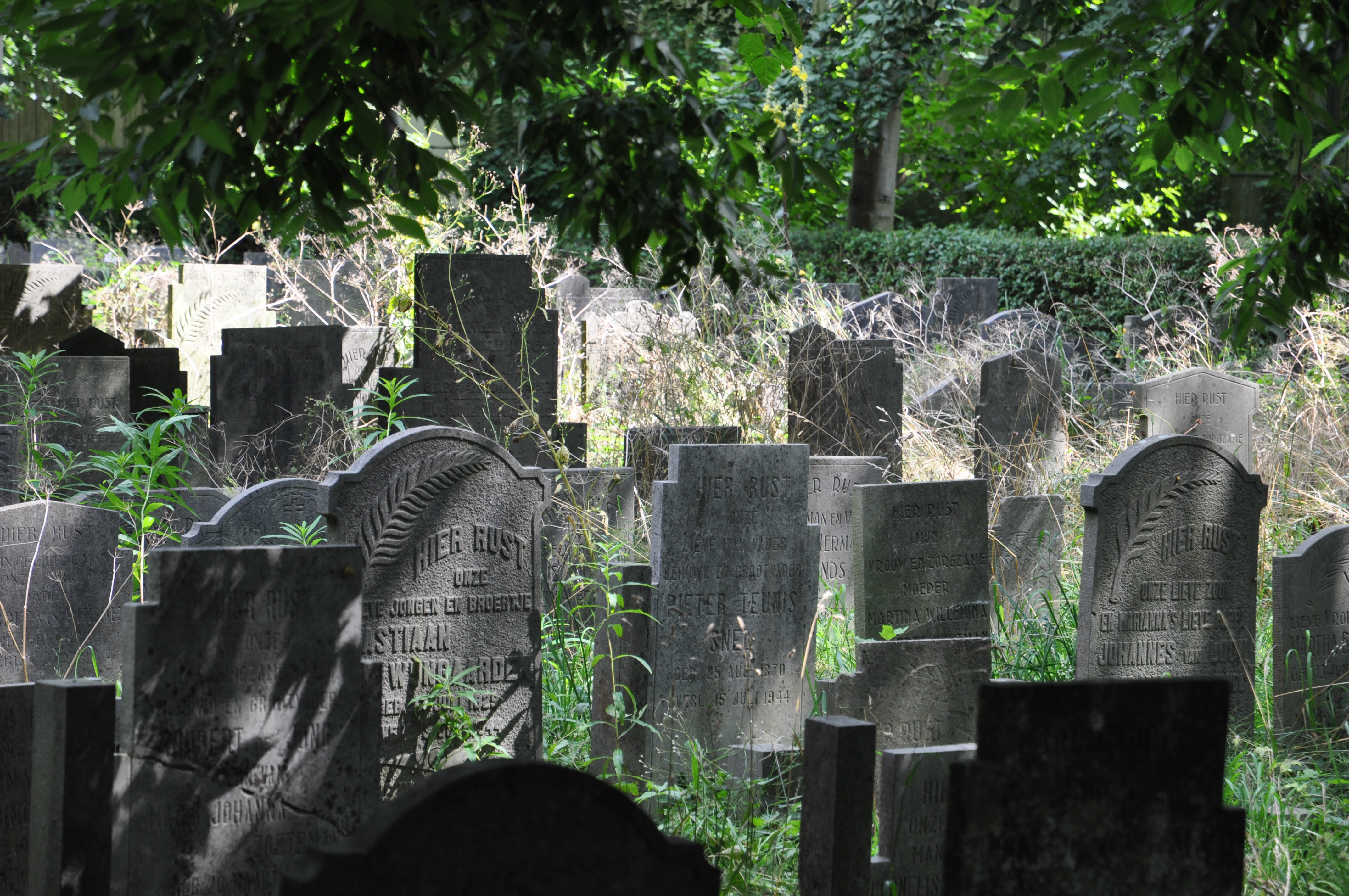
Vista general
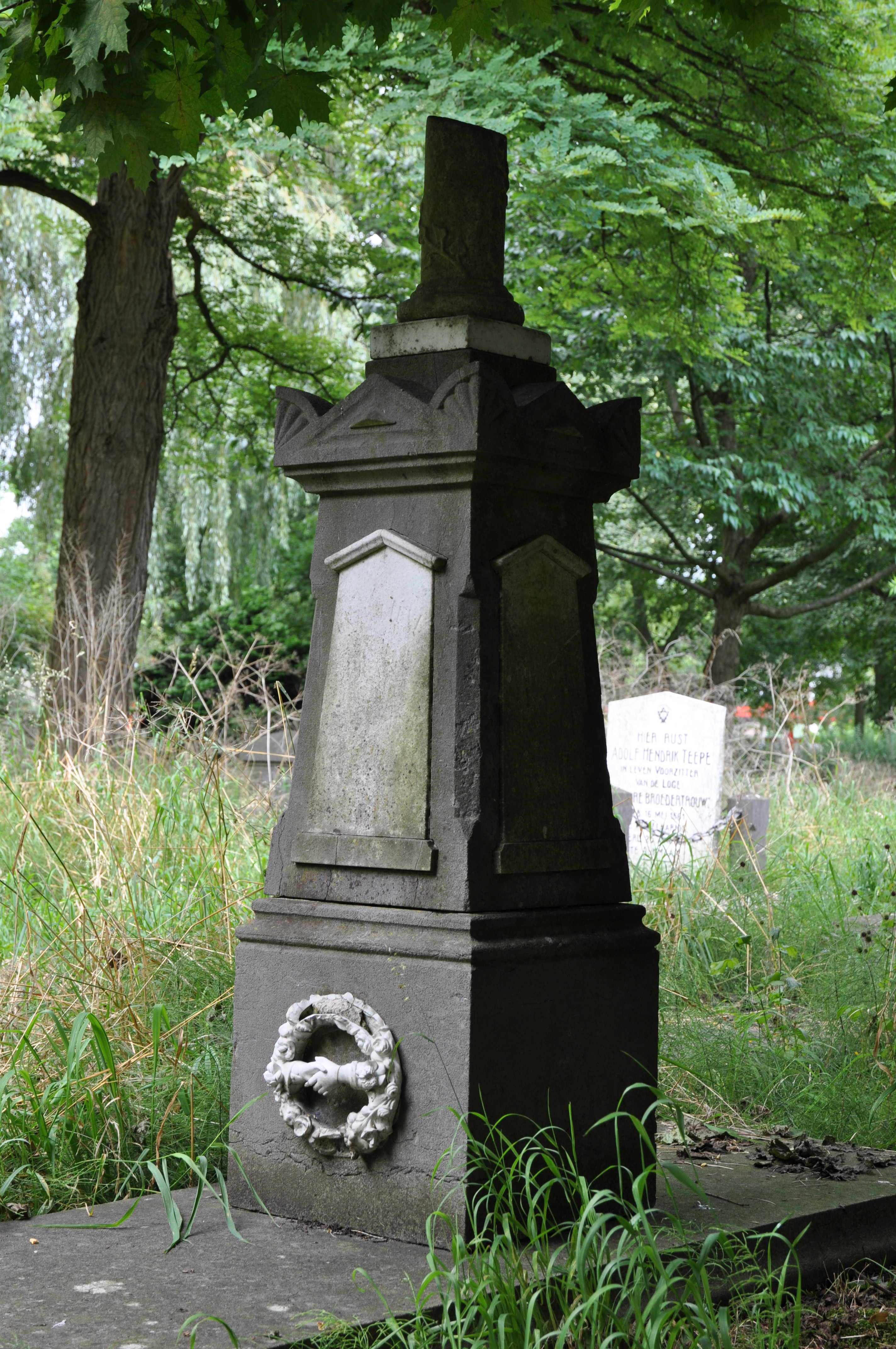
Monumento